# ديدييه دوفور
ديدييه دوفور (بالفرنسية: Didier Dufour)‏ (25 أبريل 1952 بارلين فرنسا - ) هو لاعب كرة قدم فرنسي يلعب كمدافع.

## روابط خارجية
- ديدييه دوفور على موقع قاعدة بيانات كرة القدم.إي يو (الإنجليزية)
- ديدييه دوفور على موقع ليكيب (الفرنسية)
- ديدييه دوفور على موقع عالم كرة القدم.نت (الإنجليزية)